# Gallagher and Lyle
 (mars 2019).

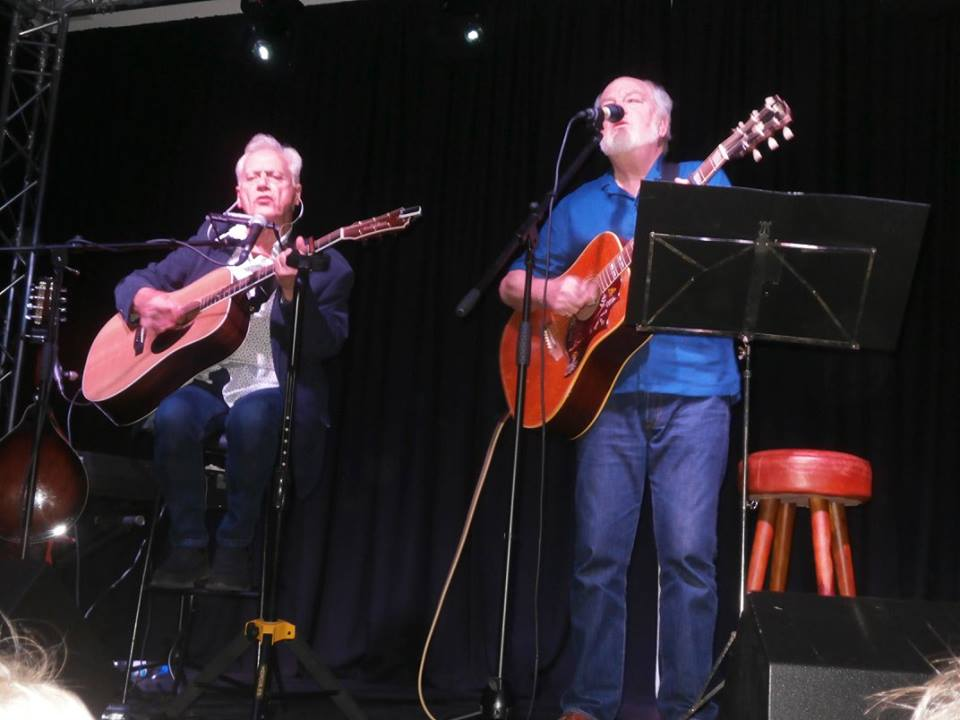
Gallagher and Lyle en concert en 2017.

Gallagher and Lyle sont deux guitaristes qui ont formé un duo de tendance folk.

## Contributions
Gallagher and Lyle ont travaillé avec Ronnie Lane and The Slim Chance Band sur le titre "How Come" et l'album Anymore for Anymore.
Ils ont travaillé ensemble ou séparément avec Mary Hopkin, Paul McCartney, Eric Clapton, Pete Townshend, Ronnie Lane, Ronnie Wood, Elkie Brooks, Arthur "Big Boy" Crudup, Champion Jack Dupree, Joan Armatrading, Ralph McTell, Sandy Denny, Fairport Convention et Jim Diamond.
En plus de cela de nombreux artistes ont enregistré des morceaux de leur composition :
Bryan Ferry, Colin Blunstone, Donavon Frankenreiter, Elkie Brooks, Elsa (album Chaque jour est un long chemin), Fairport Convention, Fury in the Slaughterhouse, Joe Brown, Judith Durham, Little Anthony & The Imperials, Phil Everly, Ricky Nelson, Ringo Starr, Rita Coolidge, Status Quo, The Fureys, Lemon Jelly et Jim Capaldi,.

## Détails personnels
- Benny Gallagher (né Bernard Joseph Gallagher, le 10 June 1945, Largs, Ayrshire, Écosse)
- Graham Lyle (né Graham Hamilton Lyle, le 11 mars 1944, Bellshill, Lanarkshire, Écosse)

Le duo utilise une large variété d'instruments de musique : Benny joue de la guitare, du piano, de la guitare basse, de l'accordéon, de la mandoline et de l'harmonica, Graham joue de la guitare, de la mandoline, du banjo et du violon.

## Discographie
- Gallagher and Lyle (1972)
- Willie and the Lapdog (1973)
- Seeds (1973)
- The Last Cowboy (1974)
- Breakaway (1976)
- Love on the Airwaves (1977)
- Showdown (1978)
- Lonesome No More (1979)
- The Best of Gallagher and Lyle: 20 Beautiful Songs (1980)
- The Very Best of Gallagher & Lyle (compilation) (1991)
- Live In Concert enregistré pour la BBC (1999)
- The River Sessions enregistré en 1974 pour Radio Clyde (2004)
- Benny Gallagher On Stage (2007)
- At the Edge of the Wave (2009)